# 2009-es Formula–1 belga nagydíj
A belga nagydíj volt a 2009-es Formula–1 világbajnokság tizenkettedik futama, amelyet 2009. augusztus 28. és augusztus 30. között rendeztek meg a belgiumi Circuit de Spa-Francorchampson, Spában.

## Szabadedzések

### Első szabadedzés
A belga nagydíj első szabadedzését augusztus 28-án, pénteken, közép-európai idő szerint 10:00 és 11:30 óra között tartották. Az első helyen Jarno Trulli végzett, Jenson Buttont és Fernando Alonsót megelőzve. Az eső szinte végig esett, Sebastian Vettel és Lewis Hamilton nem is teljesített mért kört.
| Helyezés | Versenyző            | Csapat/Motor         | Elért idő  | Különbség | Futott kör |
| -------- | -------------------- | -------------------- | ---------- | --------- | ---------- |
| 1        | Jarno Trulli         | Toyota               | 1:49,675   | –         | 13         |
| 2        | Jenson Button        | Brawn-Mercedes       | 1:50,283   | + 0,608   | 18         |
| 3        | Fernando Alonso      | Renault              | 1:50,368   | + 0,693   | 13         |
| 4        | Sébastien Buemi      | Toro Rosso-Ferrari   | 1:51,045   | + 1,370   | 20         |
| 5        | Jaime Alguersuari    | Toro Rosso-Ferrari   | 1:51,529   | + 1,854   | 24         |
| 6        | Rubens Barrichello   | Brawn-Mercedes       | 1:52,321   | + 2,646   | 18         |
| 7        | Kimi Räikkönen       | Ferrari              | 1:52,930   | + 3,255   | 16         |
| 8        | Heikki Kovalainen    | McLaren-Mercedes     | 1:53,383   | + 3,708   | 11         |
| 9        | Robert Kubica        | BMW Sauber           | 1:53,650   | + 3,975   | 12         |
| 10       | Luca Badoer          | Ferrari              | 1:55,068   | + 5,393   | 20         |
| 11       | Giancarlo Fisichella | Force India-Mercedes | 2:03,972   | + 14,297  | 11         |
| 12       | Nico Rosberg         | Williams-Toyota      | 2:04,505   | + 14,830  | 13         |
| 13       | Romain Grosjean      | Renault              | 2:05,513   | + 15,838  | 13         |
| 14       | Nick Heidfeld        | BMW Sauber           | 2:05,614   | + 15,939  | 14         |
| 15       | Nakadzsima Kazuki    | Williams-Toyota      | 2:05,705   | + 16,030  | 15         |
| 16       | Adrian Sutil         | Force India-Mercedes | 2:05,839   | + 16,164  | 10         |
| 17       | Mark Webber          | Red Bull-Renault     | 2:06,181   | + 16,506  | 6          |
| 18       | Timo Glock           | Toyota               | 2:06,331   | + 16,656  | 15         |
| 19       | Sebastian Vettel     | Red Bull-Renault     | Idő nélkül |           | 1          |
| 20       | Lewis Hamilton       | McLaren-Mercedes     | Idő nélkül |           | 4          |

### Második szabadedzés
A belga nagydíj második szabadedzését augusztus 28-án, pénteken, közép-európai idő szerint 14:00 és 15:30 óra között tartották, amelyet Lewis Hamilton nyert meg. A második helyet Timo Glock szerezte meg, míg Kimi Räikkönen harmadik lett.
| Helyezés | Versenyző            | Csapat/Motor         | Elért idő | Különbség | Futott kör |
| -------- | -------------------- | -------------------- | --------- | --------- | ---------- |
| 1        | Lewis Hamilton       | McLaren-Mercedes     | 1:47,201  | –         | 29         |
| 2        | Timo Glock           | Toyota               | 1:47,217  | + 0,016   | 29         |
| 3        | Kimi Räikkönen       | Ferrari              | 1:47,285  | + 0,084   | 26         |
| 4        | Mark Webber          | Red Bull-Renault     | 1:47,329  | + 0,128   | 31         |
| 5        | Romain Grosjean      | Renault              | 1:47,333  | + 0,132   | 34         |
| 6        | Giancarlo Fisichella | Force India-Mercedes | 1:47,506  | + 0,305   | 27         |
| 7        | Jarno Trulli         | Toyota               | 1:47,559  | + 0,358   | 33         |
| 8        | Robert Kubica        | BMW Sauber           | 1:47,578  | + 0,377   | 33         |
| 9        | Jaime Alguersuari    | Toro Rosso-Ferrari   | 1:47,579  | + 0,378   | 36         |
| 10       | Sebastian Vettel     | Red Bull-Renault     | 1:47,602  | + 0,401   | 25         |
| 11       | Sébastien Buemi      | Toro Rosso-Ferrari   | 1:47,702  | + 0,501   | 38         |
| 12       | Heikki Kovalainen    | McLaren-Mercedes     | 1:47,743  | + 0,542   | 33         |
| 13       | Adrian Sutil         | Force India-Mercedes | 1:47,790  | + 0,589   | 29         |
| 14       | Fernando Alonso      | Renault              | 1:47,862  | + 0,661   | 30         |
| 15       | Nakadzsima Kazuki    | Williams-Toyota      | 1:47,961  | + 0,760   | 32         |
| 16       | Nick Heidfeld        | BMW Sauber           | 1:48,017  | + 0,816   | 30         |
| 17       | Jenson Button        | Brawn-Mercedes       | 1:48,125  | + 0,924   | 34         |
| 18       | Rubens Barrichello   | Brawn-Mercedes       | 1:48,130  | + 0,929   | 37         |
| 19       | Nico Rosberg         | Williams-Toyota      | 1:48,360  | + 1,159   | 29         |
| 20       | Luca Badoer          | Ferrari              | 1:49,211  | + 2,010   | 30         |

### Harmadik szabadedzés
A belga nagydíj harmadik szabadedzését augusztus 29-én, szombaton, közép-európai idő szerint 11:00 és 12:00 óra között tartották. Az edzést Nick Heidfeld nyerte meg, Jarno Trulli és Adrian Sutil előtt.
| Helyezés | Versenyző            | Csapat/Motor         | Elért idő  | Különbség | Futott kör |
| -------- | -------------------- | -------------------- | ---------- | --------- | ---------- |
| 1        | Nick Heidfeld        | BMW Sauber           | 1:45,388   | –         | 17         |
| 2        | Jarno Trulli         | Toyota               | 1:45,462   | + 0,074   | 18         |
| 3        | Adrian Sutil         | Force India-Mercedes | 1:45,677   | + 0,289   | 20         |
| 4        | Romain Grosjean      | Renault              | 1:45,878   | + 0,490   | 18         |
| 5        | Timo Glock           | Toyota               | 1:45,908   | + 0,520   | 18         |
| 6        | Robert Kubica        | BMW Sauber           | 1:45,987   | + 0,599   | 18         |
| 7        | Nico Rosberg         | Williams-Toyota      | 1:46,040   | + 0,652   | 19         |
| 8        | Giancarlo Fisichella | Force India-Mercedes | 1:46,114   | + 0,726   | 21         |
| 9        | Lewis Hamilton       | McLaren-Mercedes     | 1:46,301   | + 0,913   | 17         |
| 10       | Jenson Button        | Brawn-Mercedes       | 1:46,406   | + 1,018   | 20         |
| 11       | Kimi Räikkönen       | Ferrari              | 1:46,409   | + 1,021   | 19         |
| 12       | Sébastien Buemi      | Toro Rosso-Ferrari   | 1:46,417   | + 1,029   | 19         |
| 13       | Heikki Kovalainen    | McLaren-Mercedes     | 1:46,462   | + 1,074   | 17         |
| 14       | Sebastian Vettel     | Red Bull-Renault     | 1:46,747   | + 1,359   | 14         |
| 15       | Jaime Alguersuari    | Toro Rosso-Ferrari   | 1:46,814   | + 1,426   | 22         |
| 16       | Rubens Barrichello   | Brawn-Mercedes       | 1:46,815   | + 1,427   | 19         |
| 17       | Fernando Alonso      | Renault              | 1:46,926   | + 1,538   | 14         |
| 18       | Luca Badoer          | Ferrari              | 1:47,055   | + 1,667   | 20         |
| 19       | Nakadzsima Kazuki    | Williams-Toyota      | 1:47,078   | + 1,690   | 19         |
| 20       | Mark Webber          | Red Bull-Renault     | Idő nélkül |           | 3          |

## Időmérő edzés
A belga nagydíj időmérő edzése augusztus 29-én, szombaton, közép-európai idő szerint 14:00-kor kezdődött. A pole-pozíciót Giancarlo Fisichella szerezte meg, a második rajtkockából Jarno Trulli rajtolhatott, míg Nick Heidfeld a harmadik helyről kezdhette meg a futamot.

### Az edzés végeredménye
| Helyezés | Versenyző            | Csapat/Motor         | 1. rész  | 2. rész  | 3. rész  |
| -------- | -------------------- | -------------------- | -------- | -------- | -------- |
| 1        | Giancarlo Fisichella | Force India-Mercedes | 1:45,102 | 1:44,667 | 1:46,308 |
| 2        | Jarno Trulli         | Toyota               | 1:45,140 | 1:44,503 | 1:46,395 |
| 3        | Nick Heidfeld        | BMW Sauber           | 1:45,566 | 1:44,709 | 1:46,500 |
| 4        | Rubens Barrichello   | Brawn-Mercedes       | 1:45,237 | 1:44,834 | 1:46,513 |
| 5        | Robert Kubica        | BMW Sauber           | 1:45,655 | 1:44,557 | 1:46,586 |
| 6        | Kimi Räikkönen       | Ferrari              | 1:45,579 | 1:44,953 | 1:46,633 |
| 7        | Timo Glock           | Toyota               | 1:45,450 | 1:44,877 | 1:46,677 |
| 8        | Sebastian Vettel     | Red Bull-Renault     | 1:45,372 | 1:44,592 | 1:46,761 |
| 9        | Mark Webber          | Red Bull-Renault     | 1:45,350 | 1:44,924 | 1:46,788 |
| 10       | Nico Rosberg         | Williams-Toyota      | 1:45,486 | 1:45,047 | 1:47,362 |
| 11       | Adrian Sutil         | Force India-Mercedes | 1:45,239 | 1:45,119 |          |
| 12       | Lewis Hamilton       | McLaren-Mercedes     | 1:45,767 | 1:45,122 |          |
| 13       | Fernando Alonso      | Renault              | 1:45,707 | 1:45,136 |          |
| 14       | Jenson Button        | Brawn-Mercedes       | 1:45,761 | 1:45,251 |          |
| 15       | Heikki Kovalainen    | McLaren-Mercedes     | 1:45,705 | 1:45,259 |          |
| 16       | Sébastien Buemi      | Toro Rosso-Ferrari   | 1:45,951 |          |          |
| 17       | Jaime Alguersuari    | Toro Rosso-Ferrari   | 1:46,302 |          |          |
| 18       | Nakadzsima Kazuki    | Williams-Toyota      | 1:46,307 |          |          |
| 19       | Romain Grosjean      | Renault              | 1:46,359 |          |          |
| 20       | Luca Badoer          | Ferrari              | 1:46,957 |          |          |

## Futam
A belga nagydíj futama augusztus 30-án, vasárnap, közép-európai idő szerint 14:00 órakor rajtolt.
| Helyezés | Rajtszám | Versenyző            | Csapat/Motor         | Futott kör | Idő/Kiesés oka | Rajthely | Pont |
| -------- | -------- | -------------------- | -------------------- | ---------- | -------------- | -------- | ---- |
| 1        | 4‡       | Kimi Räikkönen       | Ferrari              | 44         | 1h23:50,995    | 6        | 10   |
| 2        | 21       | Giancarlo Fisichella | Force India-Mercedes | 44         | + 0,939        | 1        | 8    |
| 3        | 15       | Sebastian Vettel     | Red Bull-Renault     | 44         | + 3,875        | 8        | 6    |
| 4        | 5        | Robert Kubica        | BMW Sauber           | 44         | + 9,966        | 5        | 5    |
| 5        | 6        | Nick Heidfeld        | BMW Sauber           | 44         | + 11,276       | 3        | 4    |
| 6        | 2‡       | Heikki Kovalainen    | McLaren-Mercedes     | 44         | + 32,763       | 15       | 3    |
| 7        | 23       | Rubens Barrichello   | Brawn-Mercedes       | 44         | + 35,461       | 4        | 2    |
| 8        | 16       | Nico Rosberg         | Williams-Toyota      | 44         | + 36,208       | 10       | 1    |
| 9        | 14       | Mark Webber          | Red Bull-Renault     | 44         | + 36,959       | 9        |      |
| 10       | 10       | Timo Glock           | Toyota               | 44         | + 41,490       | 7        |      |
| 11       | 20       | Adrian Sutil         | Force India-Mercedes | 44         | + 42,636       | 11       |      |
| 12       | 12       | Sébastien Buemi      | Toro Rosso-Ferrari   | 44         | + 46,106       | 16       |      |
| 13       | 17       | Nakadzsima Kazuki    | Williams-Toyota      | 44         | + 54,241       | 18       |      |
| 14       | 3‡       | Luca Badoer          | Ferrari              | 44         | + 1:02,177     | 20       |      |
| Ki       | 7        | Fernando Alonso      | Renault              | 26         | Kiesett        | 13       |      |
| Ki       | 9        | Jarno Trulli         | Toyota               | 21         | Fékhiba        | 2        |      |
| Ki       | 22       | Jenson Button        | Brawn-Mercedes       | 0          | Baleset        | 14       |      |
| Ki       | 8        | Romain Grosjean      | Renault              | 0          | Baleset        | 19       |      |
| Ki       | 1‡       | Lewis Hamilton       | McLaren-Mercedes     | 0          | Baleset        | 12       |      |
| Ki       | 11       | Jaime Alguersuari    | Toro Rosso-Ferrari   | 0          | Baleset        | 17       |      |

* A ‡-tel jelzett autók használták a KERS-t.

## A világbajnokság állása a verseny után
| H   | Versenyzők         | Pont | H   | Konstruktőrök        | Pont  |
| --- | ------------------ | ---- | --- | -------------------- | ----- |
| 1.  | Jenson Button      | 72   | 1.  | Brawn-Mercedes       | 128   |
| 2.  | Rubens Barrichello | 56   | 2.  | Red Bull-Renault     | 104,5 |
| 3.  | Sebastian Vettel   | 53   | 3.  | Ferrari              | 56    |
| 4.  | Mark Webber        | 51,5 | 4.  | McLaren-Mercedes     | 44    |
| 5.  | Kimi Räikkönen     | 34   | 5.  | Toyota               | 38,5  |
| 6.  | Nico Rosberg       | 30,5 | 6.  | Williams-Toyota      | 30,5  |
| 7.  | Lewis Hamilton     | 27   | 7.  | BMW Sauber           | 18    |
| 8.  | Jarno Trulli       | 22,5 | 8.  | Renault              | 16    |
| 9.  | Felipe Massa       | 22   | 9.  | Force India-Mercedes | 8     |
| 10. | Heikki Kovalainen  | 17   | 10. | Toro Rosso-Ferrari   | 5     |

## Statisztikák
Vezető helyen:
- Giancarlo Fisichella: 4 (1-4)
- Kimi Räikkönen: 33 (5-14 / 18-31 / 36-44)
- Sebastian Vettel: 6 (15-16 / 32-35)
- Nico Rosberg: 1 (17)

Kimi Räikkönen 18. győzelme, Giancarlo Fisichella 4. pole-pozíciója, Sebastian Vettel 2. leggyorsabb köre.
- Ferrari 210. győzelme.